# Tjerno More Varna
PFC Tjerno More Varna er en bulgarsk fodboldklub. Klubben spiller i efbet League, og er grundlagt i 1945 under navnet Ticha Vladislav 45.